# Louis Timmermans (kunstschilder)
Louis Timmermans (Brussel, 1846 – Parijs, 1910) was een Belgische kunstschilder. Over deze schilder is vooralsnog weinig concreets bekend: hij studeerde aan de Brusselse Academie en aan de Académie Nationale des Beaux-Arts te Parijs.  Hij woonde te Parijs, N° 2 van de Rue Aumont-Thiéville, nabij de Boulevard Gouvion-St. Cyr.  

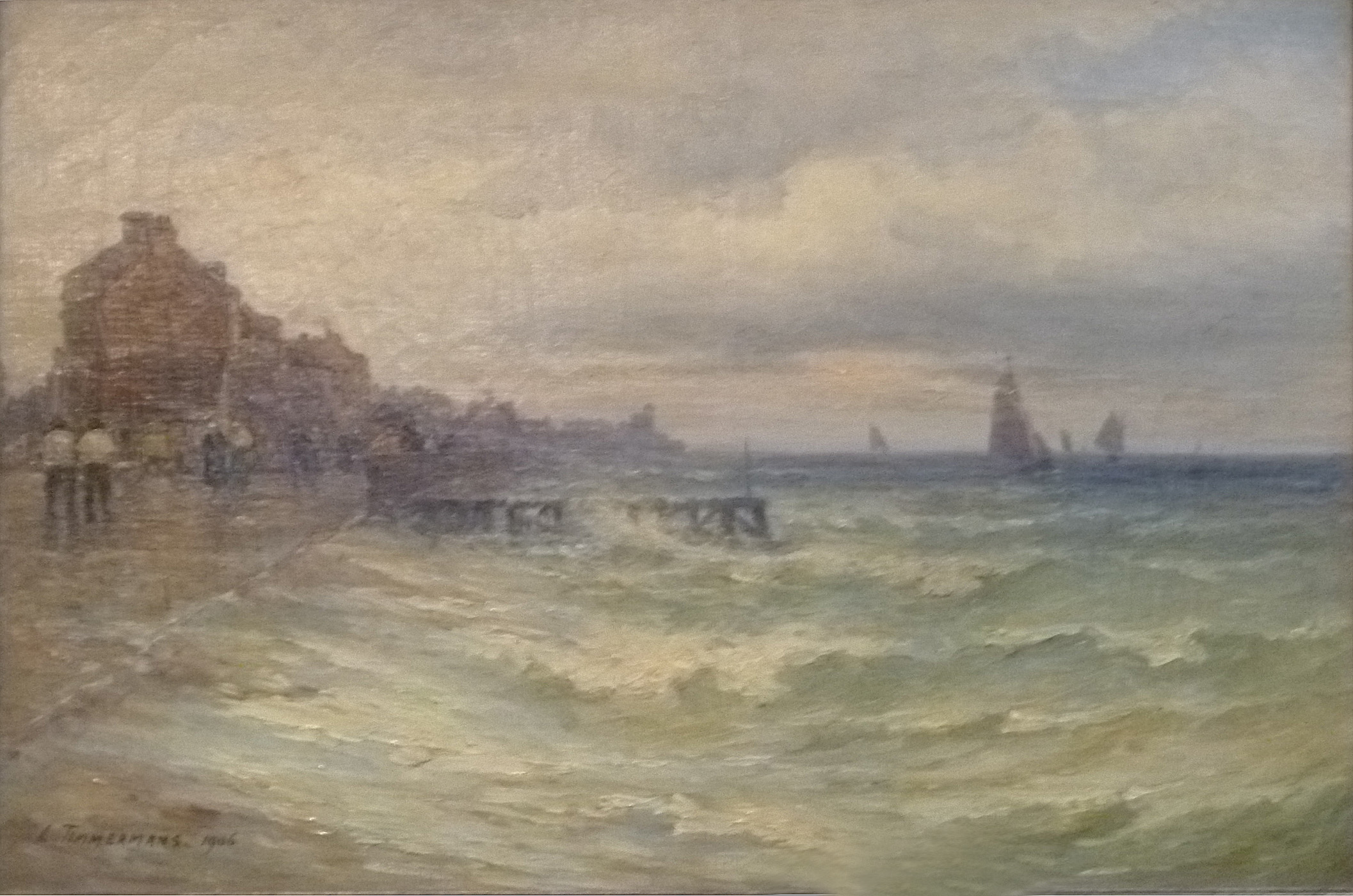
La digue à Grandcamp (Normandie) (1906); privébezit

## Werk
Zijn marines leunen vaak aan bij de stijl van François Musin. Zijn werk is technisch knap maar erg stereotiep-commercieel.  
In het Salon 1886 te Gent exposeerde hij Gezicht op de haven van Rouen – De Lessepskaai bij avond en Haven van Dieppe bij laag water.  
In 1904 behaalde hij een eervolle vermelding tijdens een salon van de vereniging "Les Artistes Français". 
Enkele titels van schilderijen: Maaneffect, De Pont Marie, Vissersboten voor sardinevangst te Concarneau, Voorbereiding tot het vertrek – ter visvangst - Honfleur, Op de rede van Dieppe, Haven van Dieppe, Boten voor garnaalvangst, Port Navalo – Morbihan, Te waterlating van een picoteux te Grandcamp bij ondergaande zon, Havengezicht in Holland, De Seine te Parijs, Boten aan de kaai.

## Musea
- Louviers, Musée Municipal: De Maas te Rotterdam.